# Domenico Romeo (biochimico)

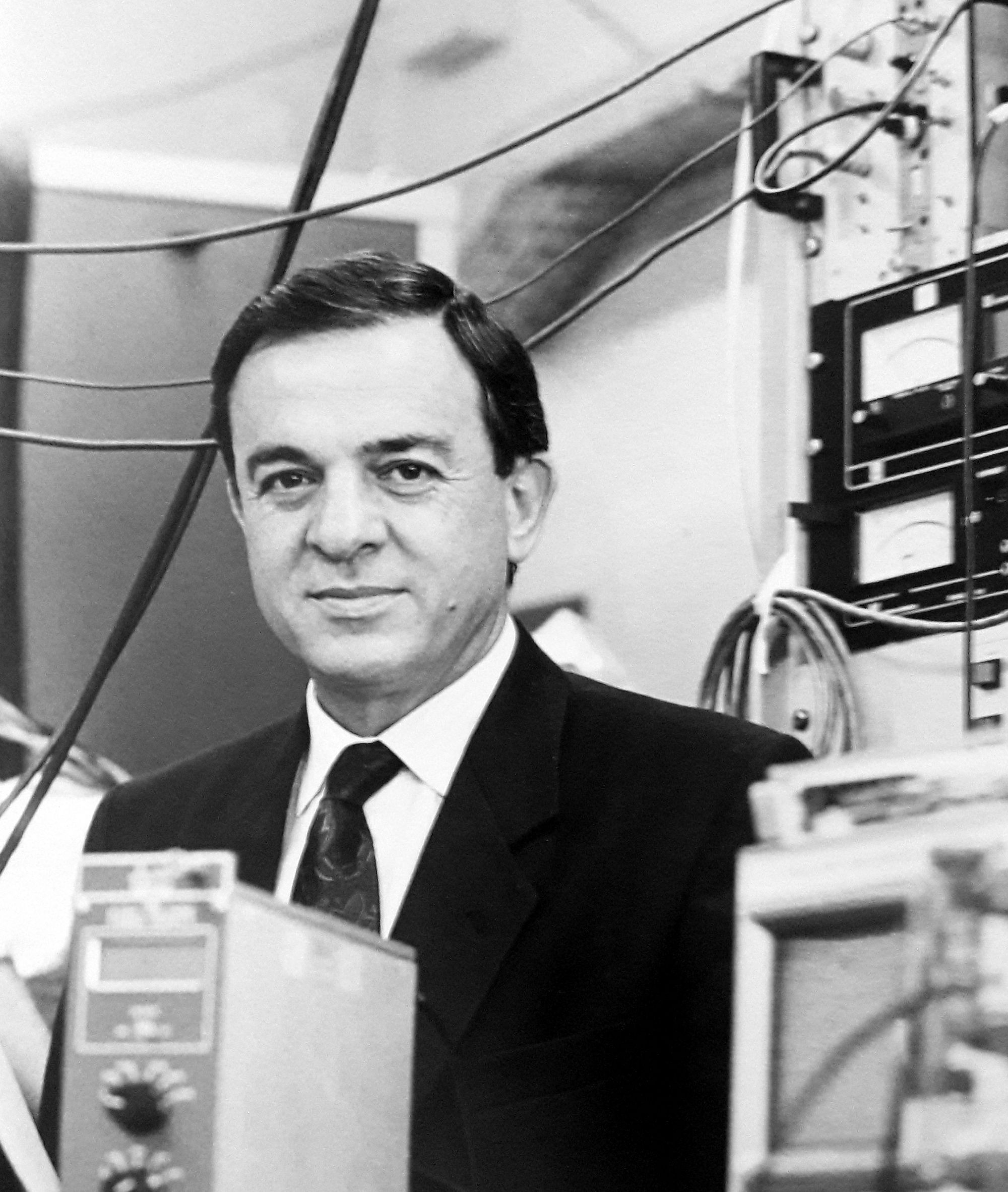
Il chimico Domenico Romeo

Domenico Romeo (Monfalcone, 13 gennaio 1938) è un biochimico italiano.

## Biografia
Si laurea in chimica nel 1961. Nel corso della carriera accademica svolge attività di ricerca prima presso l'Università degli Studi di Trieste, e successivamente in istituti internazionali come l’Albert Einstein College of Medicine (New York, Stati Uniti), e l’Istituto Weizmann (Rehovot, Israele). Diviene docente di Chimica biologica nella Facoltà di Scienze matematiche nel 1963, poi nel 1980 professore ordinario di Biochimica applicata nella Facoltà di Farmacia all'Università degli Studi di Trieste. È stato tra i fondatori dell'International Centre for Genetic Engineering and Biotechnology (ICGEB) assumendo l'incarico di stato Project leader nazionale per la fase preparatoria della creazione del Centro dal 1983 al 1987. Dal 1988 al 1997 è stato Presidente del Consorzio di Area Science Park , presidente del Parco scientifico e tecnologico della Sicilia dal 1997 al 2000  e Rettore dell’Università degli Studi di Trieste dal 1 novembre 2003 al 31 ottobre 2006.

## Onorificenze
Nel 2006 ha ricevuto la Medaglia all'Onore della CEI (Central European Initiative). 
Nel 2021 è stato insignito dell'onorificenza di Commendatore al Merito della Repubblica Italiana dal Presidente della Repubblica Sergio Mattarella.